# Dimitris Dragatakis
Dimitri Dragatakis (født 22. januar 1914 i Epirus, død 18. december 2001 i Athen) var en græsk komponist, musikpædagog og violinist.
Dragatakis studerede violin på det Græske Nationale Musikkonservatorium (1930-1939). Han studerede fra 1949 komposition hos bl.a. Manos Kalomiris og fik sin afgangseksamen i 1955.
Dragatakis, som er en af de betydningsfulde komponister af moderne klassisk musik,[kilde mangler] har komponeret syv symfonier, orkesterværker, kammermusik og koncerter for mange instrumenter. Hans stil er inspireret af mange faktorer, bl.a. den græske mytologi og postmoderne, atonale og minimalistiske teknikker. 
Dragatakis modtog i 1997 Maria Callas- prisen. 

## Udvalgte værker
- Symfoni nr. 1 (1959) - for orkester
- Symfoni nr. 2 (1960) - for orkester
- Symfoni nr. 3 (1964) - for orkester
- Symfoni nr. 4 (1966) - for orkester
- Symfoni nr. 5 (1979-1980) - for orkester
- Symfoni nr. 6 (1989) - for orkester
- Symfoni nr. 7 (1994-1995) (ufuldendt) - for orkester
- Klaverkoncert (1975-1977) - for klaver og orkester
- Violinkoncert (1969) - for violin og orkester
- 5 Strygerkvartetter (1957-1974)
- "Lyriske skitser" (1958) - for orkester
- "Minder" (1981-1982) - for orkester